# Sharon Leal
Sharon Leal (Tucson, 17 oktober 1972) is een Amerikaans actrice. Ze werd in 2007 genomineerd voor een Screen Actors Guild Award samen met de gehele cast van de muziekfilm Dreamgirls. Leal maakte in 1996 haar acteerdebuut als Dahlia Crede in de soapserie Guiding Light, een rol die ze meer dan 200 afleveringen speelde.
Leal trouwde in 2001 met John Amos Beverly Land, met wie ze in 2001 zoon Kai Miles kreeg. Het huwelijk eindigde in 2007 in een scheiding.

## Filmografie
*Exclusief televisiefilms
- Addicted (2014)
- The Last Letter (2013)
- 1982 (2013)
- Woman Thou Art Loosed: On the 7th Day (2012)
- Little Murder (2011)
- Why Did I Get Married Too? (2010)
- Soul Men (2008)
- Linewatch (2008)
- This Christmas (2007)
- Why Did I Get Married? (2007)
- Motives 2 (2007)
- Dreamgirls (2006)
- Face the Music (2000)

## Televisieseries
*Exclusief eenmalige verschijningen
- Hellcats - Vanessa Lodge (2010-2011, 21 afleveringen)
- Private Practice - Sonya (2009, 5 afleveringen)
- LAX - Monique DeSouza (2004-2005, 3 afleveringen)
- Boston Public - Marilyn Sudor (2000-2004, 67 afleveringen)
- Legacy - Marita (1998-1999, 18 afleveringen)
- Guiding Light - Dahlia Crede (1996-1999, 218 afleveringen)

- Bibliothèque nationale de France: cb16517462d (data)
- International Standard Name Identifier: 0000 0001 2022 4640
- Library of Congress Control Number: no2007004003
- MusicBrainz: 67fb1583-fe24-4c08-9293-241789cbdbd7
- Virtual International Authority File: 222793674
- WorldCat: E39PBJfH3TpQJyyYYG9KfRwBfq